# Antar Zouabri
Antar Zouabri, detto Abou Talha Antar o Abou Talha (Boufarik, 10 maggio 1970 – Boufarik, 8 febbraio 2002), è stato un terrorista algerino, capo del GIA, il «Gruppo Islamico Armato» dal 1996 al 2002.
Nato il 10 maggio 1970 poco lontano da Boufarik, a 35 chilometri a Sud di Algeri, in una regione, la Mitidja, che più tardi venne considerata una delle sue roccaforti. Entrato giovanissimo nel Fronte Islamico di Salvezza (FIS), aveva poi aderito ai radicali del GIA, dei quali era diventato leader nel 16 luglio 1996, dopo la morte il 14 luglio di Djamel Zitouni (classe 1964).
È sotto la sua guida che il GIA si macchia dei peggiori massacri di questi dieci anni di guerra civile (che hanno fatto oltre 100 000 morti, secondo il bilancio ufficiale). Sulla sua testa pendeva una taglia di 4,5 milioni di Dinari (circa 67000 €).
L'8 febbraio 2002, Antar Zouabri e due uomini sono stati sorpresi e uccisi dalle forze speciali all'interno di un'abitazione a Boufarik.